# محطة رأس مركز لتخزين النفط

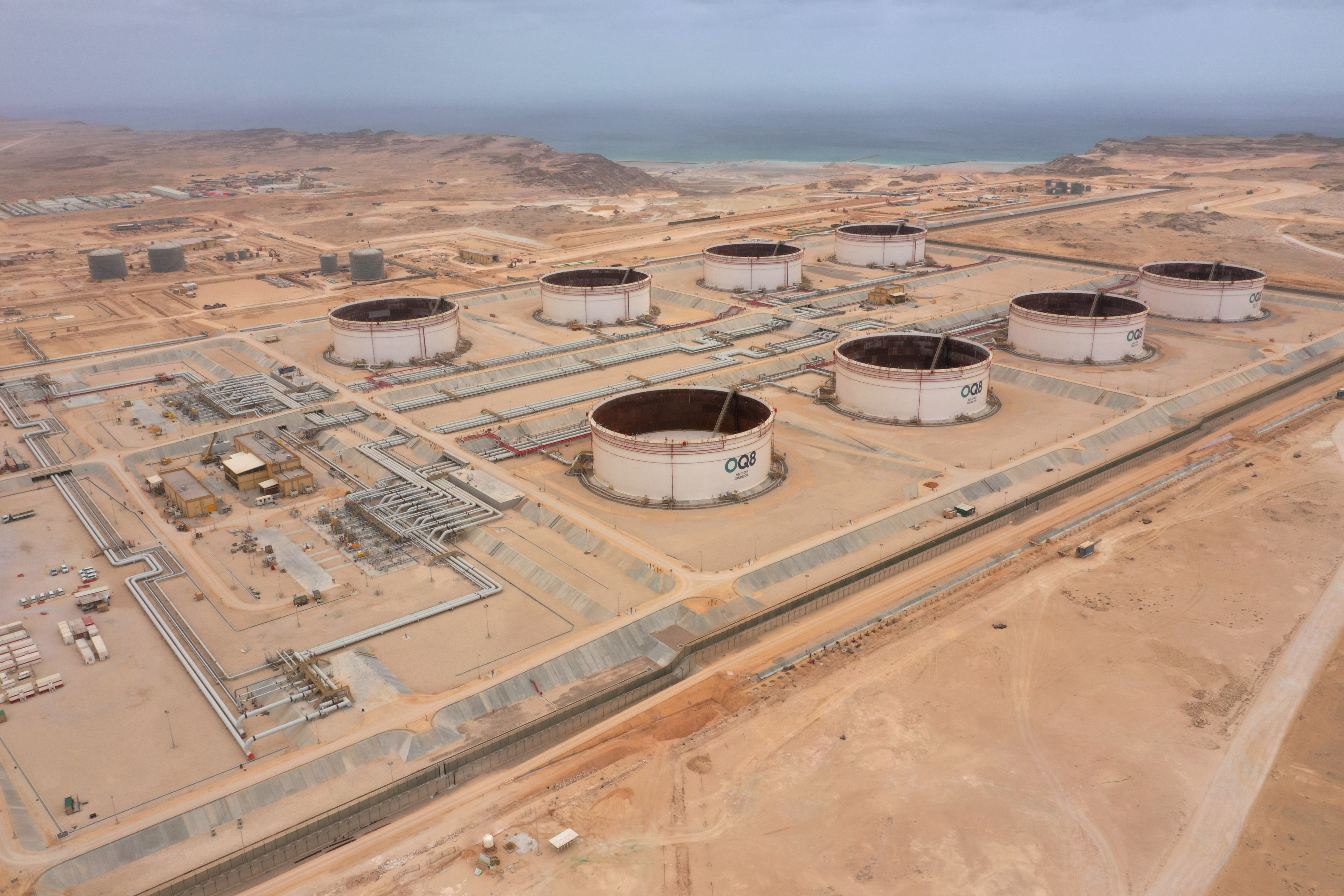
محطة رأس مركز لتخزين النفط

محطة تخزين النفط برأس مركز هي محطة لتخزين النفط تقع في منطقة رأس مركز في ولاية الدقم في سلطنة عمان، وتقع المحطة ضمن المنطقة الاقتصادية الخاصة بالدقم وتتمير بموقع متميز حيث أنه يقع بالقرب من الأسوق العالمية الناشئة في قارتي آسيا وأفريقيا وهي أسوق تشهد نمواً متسارعا
وتعتبر المحطة أكبر أكبر منشأة لتخزين النفط في الشرق الأوسط 

## الخواص الفنية للموقع
والموقع يتميز بخواص فنية من حيث العمق الطبيعي والذي يصل إلى 32 متراً تحت سطح البحر على مسافة تقع عن 5 كيلومتر من الخط الساحلي ، والموقع الاستراتيجي لرأس مركز يؤهلها لتكون مركزا عالميا مهما لتخزين النفط الخام في المنطقة، وتستهدف المحطة تخزين جميع أنواع النفط الخام وبكميات كبيرة خارج مضيق هرمز
وتقع المحطة في مساحة وقدرها ركز تبلغ 1600هكتار وتضم مرافق تخزينية من النفط الخام تبنى على مراحل.

## البنية التحية للمحطة
أما البنيــة التحتيــة للتخزيــن التــي تــم إنشــاؤها بالموقــع قــادرة علــى تخزيــن 25 مليــون برميل من النفط غير أن المحطة مهيأة للتوسع المستقبلي، كما وتبلــغ مســاحة موقــع المشــروع حاليــا 10 كيلومترات مربعة غيــر أن المســاحة الإجمالية المخصصــة للمشــروع تبلــغ 40 كيلومتــرا مربعا وهو مــا يعنــي أن المحطة مهيأة لتخزين ما يصل إلى نحو 200 مليون برميل من النفط.

## آلية نقل النفط
ومن الناحية العملية وبعد وصول السفن المحملة بالنفط إلى المحطة العائمة الموجودة في عرض البحر يتم ضخ النفط إلى الأنابيب    النفط ويخضع لعــدد من الفحوصــات قبل ضخه إلى خزانات النفط العملاقة لضمــان سلامة أنظمة المحطــة، فقد تكون هناك شــوائب في النفط الخام المطلوب تخزينه، وتتضمن المحطة تسهيلات مرتبطة بمعالجة النفط الخام تحتوي على فحــص نوعية النفط وتنقيتــه قبل ضخه إلى الخزانات.
والجدير بالذكر أنه يدار المشروع من قبل الشركة العمانية للصهاريج